# Gewandung

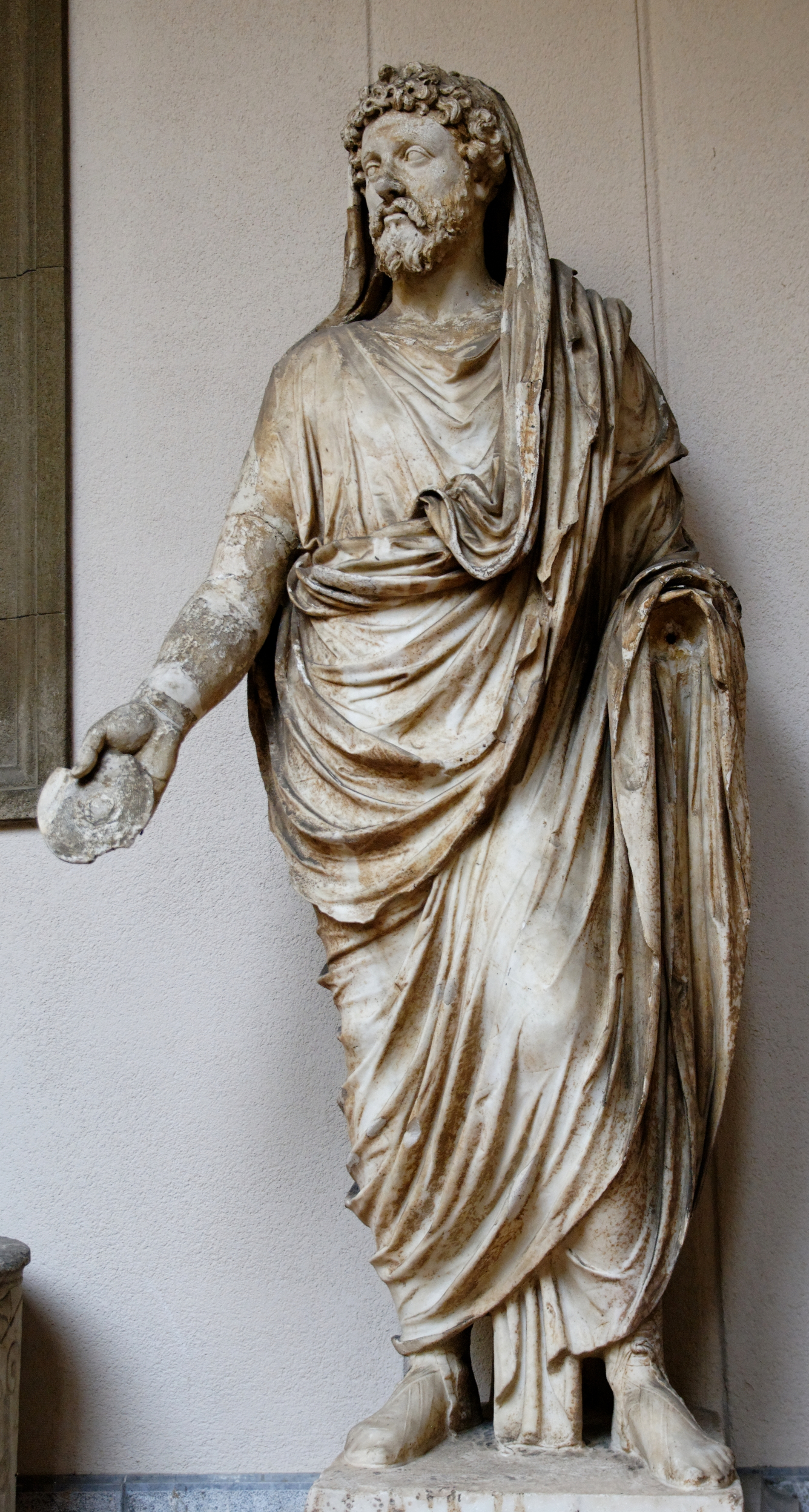
Marmorstatue eines mit reichem Faltenwurf gewandeten Mannes (römisch, spätes 1. Jahrhundert)

Gewandung bezeichnet in den Werken der Plastik und Malerei die den menschlichen Körper bedeckenden Gewänder.

## Bildende Kunst
Ein Haupterfordernis, das die bildende Kunst lange Zeit an eine ästhetisch-schöne Gewandung stellte, bestand darin, dass sie die Formen und Bewegungen des Körpers in ungezwungener Weise erkennen lassen sollte.

### Plastik
Dazu müssen die Falten so angeordnet sein, dass sie den am lebenden Körper sich darbietenden Motiv dem Geschmack der Zeit und der Bedeutung der dargestellten Person entsprechen: natürliche, historisch treue und ideale Gewandung. Vor allem darf die Gewandung dann keine scharf gebrochenen Linien aufweisen, weil die eckigen Linien und die dadurch hervorgerufenen spitzen Licht- und Schatteneffekte die fleischigen, rundlichen Körperformen nicht widerspiegeln können. Andererseits dürfen die Falten dann auch nicht gleich gelegt oder parallel angeordnet sein, was den Eindruck der Steifheit hervorrufen würde. Wünscht man die Körperformen stark hervortreten zu lassen, so verwendet man die so genannten nassen Gewänder, die sich eng an den Körper anschließen. Ihnen entgegengesetzt ist die weite und in reichem Faltenwurf angeordnete Gewandung.

### Malerei
In der Malerei hatte man noch auf die richtige Verteilung von Licht und Schatten zu achten. Seine Gewandstudien machte der Maler nach einer lebenden Gestalt oder nach einer hölzernen Figur, dem so genannten Gliedermann, die er mit dem Gewandstück bekleidete und in die beabsichtigte Stellung brachte.

## Gewandung als historische Kleidung und historisches Wort

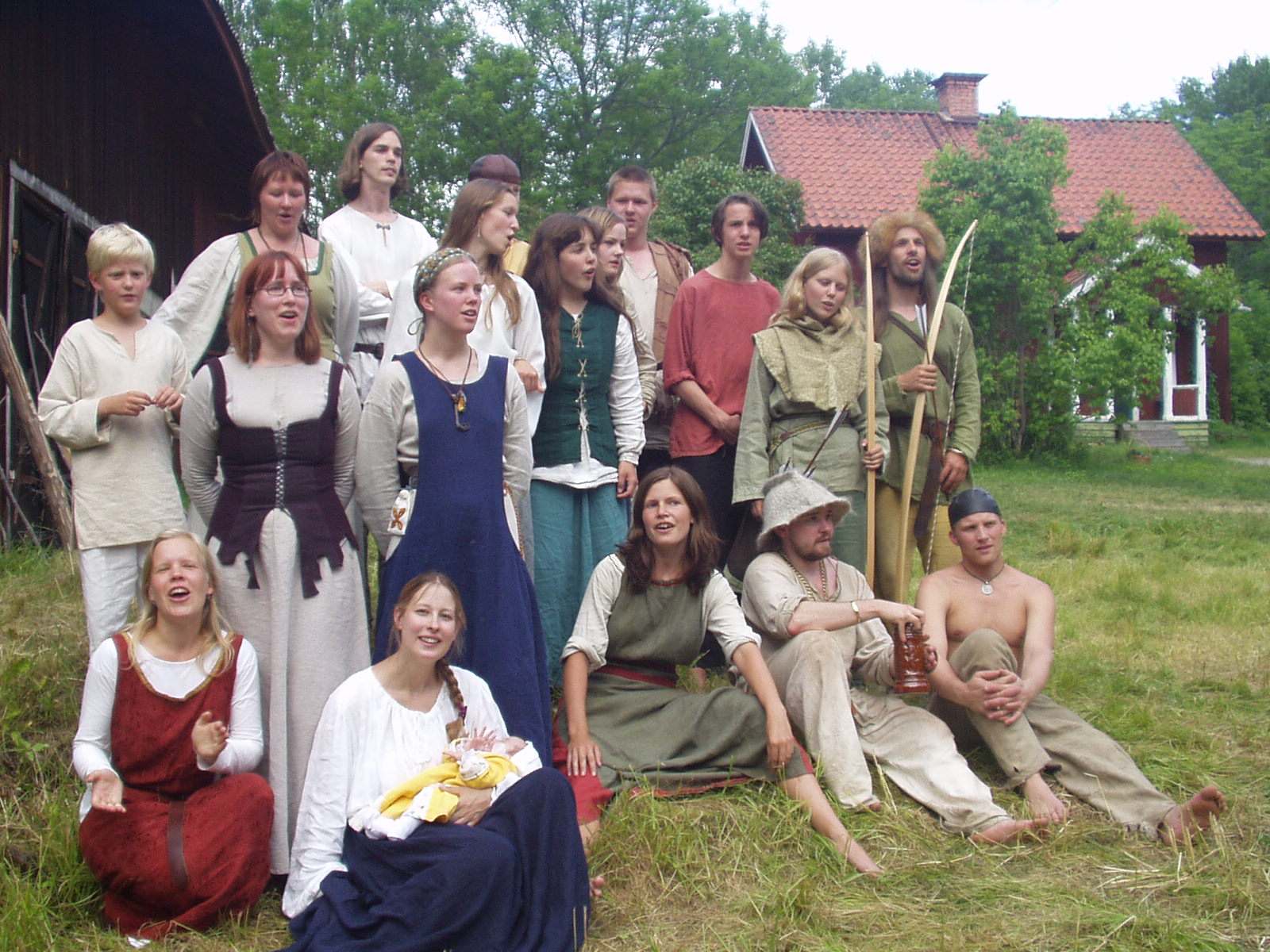
Schwedische Liverollenspieler in Gewandung (2006)

„Gewand“ oder auch „Gwand“ war die normale Bezeichnung für die menschliche Bekleidung. Heute wird dieses Wort fast nur noch in den deutschen Dialekten von D-A-CH + Luxemburg + Niederlande und in Bereichen der subkulturellen Szene von grob historisierenden oder fantastischen Veranstaltungen benutzt. In beiden Fällen meint man mit dem Wort „Gewandung“ die menschliche Bekleidung, sowohl in der aktuellen, als auch in der historisch / fantastischen versetzten, Realität, z. B. eines Liverollenspiels oder die  (insbesondere mittelalterliche) Kleidung im Bereich der Mittelalterszene, etwa auf Mittelaltermärkten oder auch der Szene des Steampunk. Mit der Abgrenzung vom Begriff Kostüm wollen sich die Rollenspieler und Darsteller von der empfundenen Albernheit eines Faschingskostüms und der Ungenauigkeit oder auch Übertreibung eines Theaterkostüms distanzieren. Beides ist streng genommen bedingt angemessen, da einerseits die Bandbreite von nachlässigen und schnell improvisierten bis hin zu historisch authentischen oder sehr aufwendig gestalteten Gewandungen sehr weit ist und andererseits der Begriff „Kostüm“ durchaus für die präzise und ernsthafte Beschreibung von Alltagskleidung verwendet wird (vgl. Kostümkunde), dort allerdings nur für Kleidung#Bezeichnungen in der deutschsprachigen Textilbranche (DOB) üblich ist.
Mitglieder der Living History und des Reenactment benutzen weitestgehend den Begriff Kostüm für ihre Bekleidung (oder sprechen einfach nur von Bekleidung für ihre Bekleidung). Damit wird dem Anspruch, sich auf den, für die entsprechende Epoche und Ort, kostümkundlichen Forschungsstand zu beziehen, Ausdruck verliehen. Der Ausdruck "Gewand" oder "Gewandung" wird vielfach in dieser Szene abgelehnt, da er als pseudohistorisierend betrachtet wird. 
Liverollenspieler und Mittelalterdarsteller vertreten oft die Ansicht, dass ihre Gewandung von besserer Qualität sei, weil sie meist einige Tage in diesen Kleidungsstücken verbringen müssen, daher sind sie der Ansicht, dass sich eine Gewandung gegenüber Faschings- oder Theaterkostümen durch eine gewisse Beständigkeit und Alltagstauglichkeit auszeichnet. Dies trifft natürlich nur für sehr einfache Karnevalskostüme zu, nicht für die oft recht aufwendigen Kostüme von Aktiven in Prinzengarden und Karnevalsgruppen oder die Prachtkostüme für den Karneval in Venedig. Im Fall des Theaterbereichs wird ebenfalls oft übersehen, dass Theaterkostüme für eine ganze Reihe von Vorstellungen gearbeitet sein müssen und den besonderen Anforderungen einer Bühnenaufführung genügen sollen.
Im Bereich Mittelalter wird insbesondere auch auf die Verwendung von Naturmaterialien wie Leinen und Wolle im Gegensatz zu Synthetikstoffen geachtet. Als Vorlage dienen hierbei meist auf Basis von Ausgrabungsfunden oder Sekundärquellen rekonstruierte Schnitte und Vorlagen.
Zu einer Gewandung im Sprachgebrauch von Liverollenspielern und Mittelalterdarstellern werden auch manchmal Dinge gezählt, die nicht direkt zur Kleidung gehören – darunter Rüstung, Polster- oder Schaukampf-Waffen und diverse Accessoires und Utensilien des Spielcharakters, bzw. Mittelalterdarstellers. Die Kostümkunde als Hilfswissenschaft von Bekleidungshistorie, Theaterwissenschaft und Kunstgeschichte erweitert den Kostümbegriff nicht in diese Richtung, dort zählen diese Gegenstände als Requisiten.